# Baau
Baau (altgriechisch Βάαυ) ist in der phönizischen Mythologie die Personifikation der Nacht.
Baau wird in Herennios Philons Phönizischer Geschichte im Rahmen der Kosmogonie erwähnt. Dort ist sie die Gattin des Windgottes Kolpias und die Mutter der ersten Sterblichen, Aion und Protogon.